# Eisschnelllauf-Weltcup 2023/24
Der ISU-Eisschnelllauf-Weltcup 2023/24 (offiziell: ISU World Cup Speed Skating 2023/24) war eine von der  ISU organisierte Wettkampfserie für  Eisschnellläufer, die für Frauen und Männer an verschiedenen Stationen in mehreren Ländern ausgetragen wurde. Der Weltcup begann am 10. November 2023 in Obihiro und endete am 4. Februar 2024 in Québec.
Höhepunkt der Saison waren die Einzelstreckenweltmeisterschaften 2024 in Calgary und die Mehrkampf- und Sprintweltmeisterschaft 2024 in Inzell, deren Ergebnisse nicht mit in die Weltcupwertungen einflossen. Zusätzlich fanden Einzelstrecken-Europameisterschaften in Heerenveen und Einzelstrecken-Vier-Kontinente-Meisterschaften für nichteuropäische Athleten in Salt Lake City statt.
Erstmals fanden im Weltcup Mixed-Staffeln statt.

## Saisonkalender
| Datum                 | Ort                 | Veranstaltung                                       |
| --------------------- | ------------------- | --------------------------------------------------- |
| 10.–12. November 2023 | Obihiro             | Weltcup                                             |
| 17.–19. November 2023 | Peking              | Weltcup                                             |
| 1.–3. Dezember 2023   | Stavanger           | Weltcup                                             |
| 8.–10. Dezember 2023  | Tomaszów Mazowiecki | Weltcup                                             |
| 5.–7. Januar 2024     | Heerenveen          | Einzelstrecken-Europameisterschaften 2024           |
| 19.–21. Januar 2024   | Salt Lake City      | Einzelstrecken-Vier-Kontinente-Meisterschaften 2024 |
| 26.–28. Januar 2024   | Salt Lake City      | Weltcup                                             |
| 2.–4. Februar 2024    | Québec              | Weltcup                                             |
| 15.–18. Februar 2024  | Calgary             | Einzelstreckenweltmeisterschaften 2024              |
| 7.–10. März 2024      | Inzell              | Mehrkampf- und Sprintweltmeisterschaft 2024         |

## Frauen

### Weltcup-Übersicht

#### 500 Meter
| Datum      | Ort                 | 1. Platz     | 2. Platz      | 3. Platz         |
| ---------- | ------------------- | ------------ | ------------- | ---------------- |
| 10.11.2023 | Obihiro             | Kimi Goetz   | Erin Jackson  | Femke Kok        |
| 11.11.2023 | Obihiro             | Femke Kok    | Jutta Leerdam | Kimi Goetz       |
| 17.11.2023 | Peking              | Erin Jackson | Kimi Goetz    | Kim Min-sun      |
| 19.11.2023 | Peking              | Erin Jackson | Kim Min-sun   | Jutta Leerdam    |
| 03.12.2023 | Stavanger           | Kim Min-sun  | Erin Jackson  | Femke Kok        |
| 08.12.2023 | Tomaszów Mazowiecki | Kim Min-sun  | Femke Kok     | Andżelika Wójcik |
| 09.12.2023 | Tomaszów Mazowiecki | Erin Jackson | Kim Min-sun   | Femke Kok        |
| 27.01.2024 | Salt Lake City      | Erin Jackson | Kimi Goetz    | Kim Min-sun      |
| 03.02.2024 | Québec              | Kim Min-sun  | Femke Kok     | Tian Ruining     |
| 04.02.2024 | Québec              | Femke Kok    | Kim Min-sun   | Erin Jackson     |

#### 1000 Meter
| Datum      | Ort                 | 1. Platz      | 2. Platz      | 3. Platz                  |
| ---------- | ------------------- | ------------- | ------------- | ------------------------- |
| 10.11.2023 | Obihiro             | Jutta Leerdam | Miho Takagi   | Kimi Goetz                |
| 18.11.2023 | Peking              | Miho Takagi   | Kimi Goetz    | Jutta Leerdam             |
| 01.12.2023 | Stavanger           | Jutta Leerdam | Miho Takagi   | Antoinette Rijpma-de Jong |
| 10.12.2023 | Tomaszów Mazowiecki | Miho Takagi   | Brittany Bowe | Kimi Goetz                |
| 26.01.2024 | Salt Lake City      | Miho Takagi   | Kimi Goetz    | Han Mei                   |
| 28.01.2024 | Salt Lake City      | Kimi Goetz    | Jutta Leerdam | Femke Kok                 |
| 02.02.2024 | Québec              | Miho Takagi   | Femke Kok     | Isabel Grevelt            |

#### 1500 Meter
| Datum      | Ort                 | 1. Platz    | 2. Platz                  | 3. Platz           |
| ---------- | ------------------- | ----------- | ------------------------- | ------------------ |
| 11.11.2023 | Obihiro             | Miho Takagi | Antoinette Rijpma-de Jong | Kimi Goetz         |
| 17.11.2023 | Peking              | Miho Takagi | Han Mei                   | Li Qishi           |
| 02.12.2023 | Stavanger           | Miho Takagi | Antoinette Rijpma-de Jong | Marijke Groenewoud |
| 09.12.2023 | Tomaszów Mazowiecki | Miho Takagi | Marijke Groenewoud        | Joy Beune          |
| 27.01.2024 | Salt Lake City      | Miho Takagi | Antoinette Rijpma-de Jong | Joy Beune          |
| 04.02.2024 | Québec              | Joy Beune   | Han Mei                   | Melissa Wijfje     |

#### Langstrecke
| Datum      | Ort                 | Distanz | 1. Platz          | 2. Platz           | 3. Platz                  |
| ---------- | ------------------- | ------- | ----------------- | ------------------ | ------------------------- |
| 12.11.2023 | Obihiro             | 3000 m  | Ragne Wiklund     | Momoka Horikawa    | Antoinette Rijpma-de Jong |
| 19.11.2023 | Peking              | 3000 m  | Ragne Wiklund     | Martina Sáblíková  | Han Mei                   |
| 03.12.2023 | Stavanger           | 5000 m  | Martina Sáblíková | Marijke Groenewoud | Ragne Wiklund             |
| 08.12.2023 | Tomaszów Mazowiecki | 3000 m  | Ragne Wiklund     | Marijke Groenewoud | Irene Schouten            |
| 26.01.2024 | Salt Lake City      | 3000 m  | Joy Beune         | Irene Schouten     | Valérie Maltais           |
| 02.02.2024 | Québec              | 3000 m  | Irene Schouten    | Joy Beune          | Valérie Maltais           |

#### Massenstart
| Datum      | Ort                 | 1. Platz           | 2. Platz        | 3. Platz        |
| ---------- | ------------------- | ------------------ | --------------- | --------------- |
| 10.11.2023 | Obihiro             | Ivanie Blondin     | Esther Kiel     | Mia Kilburg     |
| 18.11.2023 | Peking              | Marijke Groenewoud | Ivanie Blondin  | Valérie Maltais |
| 01.12.2023 | Stavanger           | Irene Schouten     | Valérie Maltais | Mia Kilburg     |
| 10.12.2023 | Tomaszów Mazowiecki | Irene Schouten     | Ivanie Blondin  | Mia Kilburg     |
| 28.01.2024 | Salt Lake City      | Ivanie Blondin     | Irene Schouten  | Valérie Maltais |
| 04.02.2024 | Québec              | Sandrine Tas       | Ramona Härdi    | Michelle Uhrig  |

#### Teamsprint
| Datum      | Ort       | 1. Platz                                                       | 2. Platz                                                        | 3. Platz                                                     |
| ---------- | --------- | -------------------------------------------------------------- | --------------------------------------------------------------- | ------------------------------------------------------------ |
| 19.11.2023 | Peking    | NiederlandeHelga Drost Naomi Verkerk Antoinette Rijpma-de Jong | KanadaBrooklyn McDougall Maddison Pearman Ivanie Blondin        | PolenAndżelika Wójcik Iga Wojtasik Karolina Bosiek           |
| 03.12.2023 | Stavanger | Vereinigte StaatenSarah Warren Erin Jackson Kimi Goetz         | NiederlandeMarrit Fledderus Femke Kok Antoinette Rijpma-de Jong | KanadaCarolina Hiller Maddison Pearman Ivanie Blondin        |
| 03.02.2024 | Québec    | NiederlandeMarrit Fledderus Naomi Verkerk Femke Kok            | PolenAndżelika Wójcik Iga Wojtasik Karolina Bosiek              | KasachstanInessa Sjumekova Alina Dauranova Jekaterina Ajdova |

#### Teamverfolgung
| Datum      | Ort                 | 1. Platz                                                | 2. Platz                                                | 3. Platz                                                      |
| ---------- | ------------------- | ------------------------------------------------------- | ------------------------------------------------------- | ------------------------------------------------------------- |
| 11.11.2023 | Obihiro             | JapanMomoka Horikawa Miho Takagi Ayano Satō             | KanadaIvanie Blondin Isabelle Weidemann Valérie Maltais | NiederlandeJoy Beune Esther Kiel Reina Anema                  |
| 09.12.2023 | Tomaszów Mazowiecki | JapanMomoka Horikawa Miho Takagi Ayano Satō             | KanadaIvanie Blondin Béatrice Lamarche Valérie Maltais  | PolenNatalia Jabrzyk Karolina Bosiek Magdalena Czyszcón       |
| 27.01.2024 | Salt Lake City      | KanadaValérie Maltais Isabelle Weidemann Ivanie Blondin | JapanYuna Onodera Ayano Satō Momoka Horikawa            | Vereinigte StaatenBrittany Bowe Mia Kilburg Giorgia Birkeland |

### Weltcupstände
| Rang | Name             | Punkte |
| ---- | ---------------- | ------ |
| 01   | Erin Jackson     | 522    |
| 02   | Kim Min-sun      | 514    |
| 03   | Femke Kok        | 447    |
| 04   | Kimi Goetz       | 382    |
| 05   | Marrit Fledderus | 362    |
| 06   | Kurumi Inagawa   | 336    |
| 07   | Tian Ruining     | 328    |
| 08   | Rio Yamada       | 317    |
| 09   | Naomi Verkerk    | 313    |
| 010  | Andżelika Wójcik | 299    |

| Rang | Name              | Punkte |
| ---- | ----------------- | ------ |
| 01   | Miho Takagi       | 348    |
| 02   | Kimi Goetz        | 307    |
| 03   | Brittany Bowe     | 297    |
| 04   | Jutta Leerdam     | 252    |
| 05   | Femke Kok         | 247    |
| 06   | Han Mei           | 224    |
| 07   | Rio Yamada        | 212    |
| 08   | Karolina Bosiek   | 211    |
| 09   | Ellia Smeding     | 206    |
| 010  | Jekaterina Aidowa | 195    |

| Rang | Name                      | Punkte |
| ---- | ------------------------- | ------ |
| 01   | Miho Takagi               | 300    |
| 02   | Han Mei                   | 271    |
| 03   | Joy Beune                 | 239    |
| 04   | Marijke Groenewoud        | 220    |
| 05   | Brittany Bowe             | 207    |
| 06   | Ivanie Blondin            | 204    |
| 07   | Antoinette Rijpma-de Jong | 198    |
| 08   | Ayano Satō                | 191    |
| 09   | Valérie Maltais           | 187    |
| 010  | Kimi Goetz                | 182    |

| Rang | Name               | Punkte |
| ---- | ------------------ | ------ |
| 01   | Ragne Wiklund      | 300    |
| 02   | Martina Sáblíková  | 260    |
| 03   | Valérie Maltais    | 249    |
| 04   | Joy Beune          | 243    |
| 05   | Irene Schouten     | 232    |
| 06   | Marijke Groenewoud | 217    |
| 07   | Sanne in 't Hof    | 208    |
| 08   | Ivanie Blondin     | 200    |
| 09   | Yang Binyu         | 185    |
| 010  | Momoka Horikawa    | 183    |

| Rang | Name                | Punkte |
| ---- | ------------------- | ------ |
| 01   | Valérie Maltais     | 263    |
| 02   | Ivanie Blondin      | 257    |
| 03   | Irene Schouten      | 248    |
| 04   | Mia Kilburg         | 248    |
| 05   | Sandrine Tas        | 219    |
| 06   | Ramona Härdi        | 183    |
| 07   | Magdalena Czyszczoń | 183    |
| 08   | Kaitlyn McGregor    | 178    |
| 09   | Michelle Uhrig      | 174    |
| 010  | Marijke Groenewoud  | 169    |

| Rang | Land                | Punkte |
| ---- | ------------------- | ------ |
| 01   | Niederlande         | 264    |
| 02   | Polen               | 237    |
| 03   | Volksrepublik China | 222    |
| 04   | Deutschland         | 193    |
| 05   | Vereinigte Staaten  | 184    |
| 06   | Kasachstan          | 162    |
| 07   | Südkorea            | 154    |
| 08   | Kanada              | 145    |
| 09   | Japan               | 74     |
| 010  | Norwegen            | 72     |

| Rang | Land                | Punkte |
| ---- | ------------------- | ------ |
| 01   | Japan               | 174    |
| 02   | Kanada              | 168    |
| 03   | Polen               | 134    |
| 04   | Vereinigte Staaten  | 120    |
| 05   | Volksrepublik China | 119    |
| 06   | Schweiz             | 112    |
| 07   | Deutschland         | 110    |
| 08   | Italien             | 107    |
| 09   | Südkorea            | 101    |
| 010  | Niederlande         | 88     |

## Männer

### Weltcup-Übersicht

#### 500 Meter
| Datum      | Ort                 | 1. Platz         | 2. Platz         | 3. Platz         |
| ---------- | ------------------- | ---------------- | ---------------- | ---------------- |
| 10.11.2023 | Obihiro             | Tatsuya Shinhama | Wataru Morishige | Yuma Murakami    |
| 12.11.2023 | Obihiro             | Wataru Morishige | Tatsuya Shinhama | Jordan Stolz     |
| 17.11.2023 | Peking              | Wataru Morishige | Yuma Murakami    | Kim Jun-ho       |
| 18.11.2023 | Peking              | Wataru Morishige | Laurent Dubreuil | Yuma Murakami    |
| 02.12.2023 | Stavanger           | Wataru Morishige | Gao Tingyu       | Tatsuya Shinhama |
| 09.12.2023 | Tomaszów Mazowiecki | Gao Tingyu       | Laurent Dubreuil | Wataru Morishige |
| 10.12.2023 | Tomaszów Mazowiecki | Laurent Dubreuil | Gao Tingyu       | Damian Żurek     |
| 27.01.2024 | Salt Lake City      | Jordan Stolz     | Laurent Dubreuil | Yuma Murakami    |
| 03.02.2024 | Québec              | Jordan Stolz     | Laurent Dubreuil | Yuma Murakami    |
| 04.02.2024 | Québec              | Jordan Stolz     | Marek Kania      | Piotr Michalski  |

#### 1000 Meter
| Datum      | Ort                 | 1. Platz      | 2. Platz                    | 3. Platz         |
| ---------- | ------------------- | ------------- | --------------------------- | ---------------- |
| 10.11.2023 | Obihiro             | Masaya Yamada | Ning Zhongyan               | Jordan Stolz     |
| 19.11.2023 | Peking              | Kjeld Nuis    | Håvard Holmefjord Lorentzen | Ning Zhongyan    |
| 01.12.2023 | Stavanger           | Kjeld Nuis    | Tatsuya Shinhama            | Kazuya Yamada    |
| 08.12.2023 | Tomaszów Mazowiecki | Jordan Stolz  | Ryota Kojima                | Hein Otterspeer  |
| 26.01.2024 | Salt Lake City      | Jordan Stolz  | Ning Zhongyan               | David Bosa       |
| 28.01.2024 | Salt Lake City      | Jordan Stolz  | Tim Prins                   | Tatsuya Shinhama |
| 02.02.2024 | Québec              | Jordan Stolz  | Tatsuya Shinhama            | Ning Zhongyan    |

#### 1500 Meter
| Datum      | Ort                 | 1. Platz        | 2. Platz      | 3. Platz      |
| ---------- | ------------------- | --------------- | ------------- | ------------- |
| 11.11.2023 | Obihiro             | Masaya Yamada   | Jordan Stolz  | Ning Zhongyan |
| 17.11.2023 | Peking              | Kjeld Nuis      | Patrick Roest | Ning Zhongyan |
| 03.12.2023 | Stavanger           | Jordan Stolz    | Kjeld Nuis    | Kazuya Yamada |
| 09.12.2023 | Tomaszów Mazowiecki | Peder Kongshaug | Jordan Stolz  | Ning Zhongyan |
| 27.01.2024 | Salt Lake City      | Jordan Stolz    | Ning Zhongyan | Wesly Dijs    |
| 03.02.2024 | Québec              | Jordan Stolz    | Ning Zhongyan | Connor Howe   |

#### Langstrecke
| Datum      | Ort                 | Distanz  | 1. Platz        | 2. Platz            | 3. Platz            |
| ---------- | ------------------- | -------- | --------------- | ------------------- | ------------------- |
| 12.11.2023 | Obihiro             | 5000 m   | Patrick Roest   | Davide Ghiotto      | Sander Eitrem       |
| 18.11.2023 | Peking              | 5000 m   | Patrick Roest   | Davide Ghiotto      | Sander Eitrem       |
| 02.12.2023 | Stavanger           | 10.000 m | Davide Ghiotto  | Ted-Jan Bloemen     | Michele Malfatti    |
| 10.12.2023 | Tomaszów Mazowiecki | 5000 m   | Patrick Roest   | Hallgeir Engebråten | Davide Ghiotto      |
| 28.01.2024 | Salt Lake City      | 5000 m   | Patrick Roest   | Davide Ghiotto      | Ted-Jan Bloemen     |
| 02.02.2024 | Québec              | 5000 m   | Ted-Jan Bloemen | Davide Ghiotto      | Hallgeir Engebråten |

#### Massenstart
| Datum      | Ort                 | 1. Platz          | 2. Platz           | 3. Platz      |
| ---------- | ------------------- | ----------------- | ------------------ | ------------- |
| 10.11.2023 | Obihiro             | Bart Hoolwerf     | Bart Swings        | Livio Wenger  |
| 19.11.2023 | Peking              | Andrea Giovannini | Daniele Di Stefano | Bart Swings   |
| 01.12.2023 | Stavanger           | Marcel Bosker     | Livio Wenger       | Bart Swings   |
| 08.12.2023 | Tomaszów Mazowiecki | Andrea Giovannini | Chung Jae-won      | Bart Hoolwerf |
| 26.01.2024 | Salt Lake City      | Chung Jae-won     | Bart Swings        | Bart Hoolwerf |
| 03.02.2024 | Québec              | Shomu Sasaki      | Chung Jae-won      | Livio Wenger  |

#### Teamsprint
| Datum      | Ort       | 1. Platz                                                                  | 2. Platz                                                                 | 3. Platz                                                      |
| ---------- | --------- | ------------------------------------------------------------------------- | ------------------------------------------------------------------------ | ------------------------------------------------------------- |
| 18.11.2023 | Peking    | Vereinigte StaatenAustin Kleba Cooper McLeod Zach Stoppelmoor             | Volksrepublik ChinaLiu Bin Du Haonan Ning Zhongyan                       | NiederlandeJenning de Boo Wesly Dijs Louis Hollaar            |
| 03.12.2023 | Stavanger | NorwegenPål Myhren Kristensen Bjørn Magnussen Håvard Holmefjord Lorentzen | Vereinigte StaatenAustin Kleba Cooper McLeod Zach Stoppelmoor            | PolenMarek Kania Piotr Michalski Damian Zurek                 |
| 04.02.2024 | Québec    | PolenMarek Kania Piotr Michalski Damian Zurek                             | NorwegenHenrik Fagerli Rukke Bjørn Magnussen Håvard Holmefjord Lorentzen | Vereinigte StaatenAustin Kleba Cooper McLeod Zach Stoppelmoor |

#### Teamverfolgung
| Datum      | Ort                 | 1. Platz                                                    | 2. Platz                                                    | 3. Platz                                                             |
| ---------- | ------------------- | ----------------------------------------------------------- | ----------------------------------------------------------- | -------------------------------------------------------------------- |
| 11.11.2023 | Obihiro             | NorwegenSander Eitrem Peder Kongshaug Sverre Lunde Pedersen | ItalienAndrea Giovannini Davide Ghiotto Michele Malfatti    | Vereinigte StaatenEthan Cepuran Emery Lehman Conor McDermott-Mostowy |
| 09.12.2023 | Tomaszów Mazowiecki | Vereinigte StaatenEthan Cepuran Emery Lehman Casey Dawson   | ItalienAndrea Giovannini Davide Ghiotto Michele Malfatti    | NorwegenHallgeir Engebråten Peder Kongshaug Sverre Lunde Pedersen    |
| 27.01.2024 | Salt Lake City      | Vereinigte StaatenCasey Dawson Emery Lehman Ethan Cepuran   | NorwegenSander Eitrem Peder Kongshaug Sverre Lunde Pedersen | ItalienAndrea Giovannini Davide Ghiotto Michele Malfatti             |

### Weltcupstände
| Rang | Name             | Punkte |
| ---- | ---------------- | ------ |
| 01   | Wataru Morishige | 483    |
| 02   | Laurent Dubreuil | 466    |
| 03   | Yuma Murakami    | 449    |
| 04   | Jordan Stolz     | 375    |
| 05   | Kim Jun-ho       | 366    |
| 06   | Tatsuya Shinhama | 360    |
| 07   | Marek Kania      | 330    |
| 08   | Damian Żurek     | 318    |
| 09   | Janno Botman     | 306    |
| 010  | Yudai Yamamoto   | 295    |

| Rang | Name                        | Punkte |
| ---- | --------------------------- | ------ |
| 01   | Ning Zhongyan               | 319    |
| 02   | Jordan Stolz                | 316    |
| 03   | Tatsuya Shinhama            | 257    |
| 04   | Tim Prins                   | 256    |
| 05   | Håvard Holmefjord Lorentzen | 252    |
| 06   | Marten Liiv                 | 235    |
| 07   | Taiyo Nonomura              | 232    |
| 08   | David Bosa                  | 230    |
| 09   | Kjeld Nuis                  | 228    |
| 010  | Damian Żurek                | 218    |

| Rang | Name                | Punkte |
| ---- | ------------------- | ------ |
| 01   | Ning Zhongyan       | 292    |
| 02   | Jordan Stolz        | 288    |
| 03   | Wesly Dijs          | 224    |
| 04   | Hallgeir Engebråten | 202    |
| 05   | Connor Howe         | 198    |
| 06   | Patrick Roest       | 196    |
| 07   | Peder Kongshaug     | 195    |
| 08   | Kazuya Yamada       | 192    |
| 09   | Hendrik Dombek      | 191    |
| 010  | Taiyo Nonomura      | 178    |

| Rang | Name                  | Punkte |
| ---- | --------------------- | ------ |
| 01   | Davide Ghiotto        | 324    |
| 02   | Ted-Jan Bloemen       | 291    |
| 03   | Patrick Roest         | 274    |
| 04   | Hallgeir Engebråten   | 244    |
| 05   | Michele Malfatti      | 241    |
| 06   | Sverre Lunde Pedersen | 219    |
| 07   | Bart Swings           | 186    |
| 08   | Wu Yu                 | 184    |
| 09   | Casey Dawson          | 184    |
| 010  | Seitaro Ichinohe      | 179    |

| Rang | Name                     | Punkte |
| ---- | ------------------------ | ------ |
| 01   | Andrea Giovannini        | 274    |
| 02   | Chung Jae-won            | 269    |
| 03   | Bart Hoolwerf            | 263    |
| 04   | Livio Wenger             | 254    |
| 05   | Bart Swings              | 247    |
| 06   | Marcel Bosker            | 205    |
| 07   | Daniele Di Stefano       | 203    |
| 08   | Kota Kikuchi             | 197    |
| 09   | Timothy Loubineaud       | 187    |
| 010  | Antoine Gélinas-Beaulieu | 180    |

| Rang | Name                | Punkte |
| ---- | ------------------- | ------ |
| 01   | Vereinigte Staaten  | 246    |
| 02   | Polen               | 240    |
| 03   | Volksrepublik China | 238    |
| 04   | Deutschland         | 200    |
| 05   | Norwegen            | 197    |
| 06   | Niederlande         | 178    |
| 07   | Kasachstan          | 135    |
| 08   | Kanada              | 117    |
| 09   | Südkorea            | 116    |
| 010  | Italien             | 79     |

| Rang | Name                | Punkte |
| ---- | ------------------- | ------ |
| 01   | Vereinigte Staaten  | 168    |
| 02   | Norwegen            | 162    |
| 03   | Italien             | 156    |
| 04   | Niederlande         | 126    |
| 05   | Volksrepublik China | 124    |
| 06   | Kanada              | 117    |
| 07   | Belgien             | 117    |
| 08   | Japan               | 112    |
| 09   | Frankreich          | 109    |
| 010  | Polen               | 105    |

## Mixed

### Weltcup-Übersicht
| Datum      | Ort            | Disziplin     | 1. Platz                                   | 2. Platz                                 | 3. Platz                                             |
| ---------- | -------------- | ------------- | ------------------------------------------ | ---------------------------------------- | ---------------------------------------------------- |
| 12.11.2023 | Obihiro        | Mixed-Staffel | NiederlandeWesly Dijs Femke Kok            | PolenDamian Żurek Karolina Bosiek        | Vereinigte StaatenConor McDermott-Mostowy Kimi Goetz |
| 28.01.2024 | Salt Lake City | Mixed-Staffel | Volksrepublik ChinaSun Chuanyi Jin Wenjing | DeutschlandHendrik Dombek Anna Ostlender | SüdkoreaHo-Jun Yang Lee Na-Hyun                      |